# Helsingfors lyceum
Helsingfors lyceum, även kallat Bööks lyceum, var Finlands första privatläroverk som verkade från 1831 till 1889 i Helsingfors. Skolan var en pojkskola. Skolan upphörde 1889, men samma år inledde Nya svenska läroverket (Lärkan) sin verksamhet i samma hus.

## Historia
Helsingfors lyceum inrättades 1831 på initiativ av några medlemmar av Lördagssällskapet. De hade för avsikt att skapa en skola som kunde ge en bredare allmänbildning än statens latinskolor. Den skulle även ha en för tidens förhållanden mildare disciplin. 
Skolan grundades av pastor Axel Adolf Laurell, filosofie magister Johan Jakob Nervander, filosofie magister Johan Ludvig Runeberg, filosofie magister Nils Abraham Gyldén, filosofie magister Bengt Olof Lille och filosofie magister Karl Henrik Ståhlberg.
Skolan var först 6-klassig, blev snart 7-klassig och hade från 1857 8 klasser. Helsingfors lyceum upphörde 1889, men följande år inledde Nya svenska läroverket (Lärkan) sin verksamhet i samma hus på Brunnsgatan 11 i Helsingfors.
Finlands marskalk var elev 1874-1879. Han relegerades från skolan i sex månader vid 12 års ålder efter att medvetet ha söndrat fönster i skolan.

## Rektorer
- 1831–1840 Axel Adolf Laurell
- 1840–1841 Karl Henrik Ståhlberg
- 1841–1845 Germund Fredrik Aminoff
- 1845–1856 Karl Backman
- 1856–1868 Karl Gabriel Leinberg
- 1868–1891 Emil Böök[6]

## Kända alumner
- Alexis von Kræmer, student 1890, universitetslektor, språkvetare, politiker
- Mikael Lybeck, student 1882, författare, målare
- Carl Gustaf Emil Mannerheim, student 1879, Finlands marskalk[4]